# Paragus annandalei
Paragus annandalei är en tvåvingeart som beskrevs av Ghorpade 1992. Paragus annandalei ingår i släktet stäppblomflugor, och familjen blomflugor. Inga underarter finns listade i Catalogue of Life.